# Wii MotionPlus
O Wii Motion Plus (japonês: Wiiモーションプラス) é um acessório adicional do controle Wii Remote do console Nintendo Wii. Este periférico, ao ser conectado na parte inferior do controle, aumenta a precisão dos movimentos e melhora a jogabilidade nos jogos, além dos acelerômetros já existentes, permitindo assim que jogos tenham movimentos 1:1 (reprodução fiel dos movimentos do jogador na tela ao invés de apenas responder a um certo número de comandos pré-definidos anteriormente). Pode ser utilizado simultaneamente com outros acessórios, como Nunchuk e Classic Controller, através de um conector de expansões. O Wii Motion Plus é compatível com alguns jogos do Nintendo Wii, sendo o principal deles o Wii Sports Resort.

## Histórico

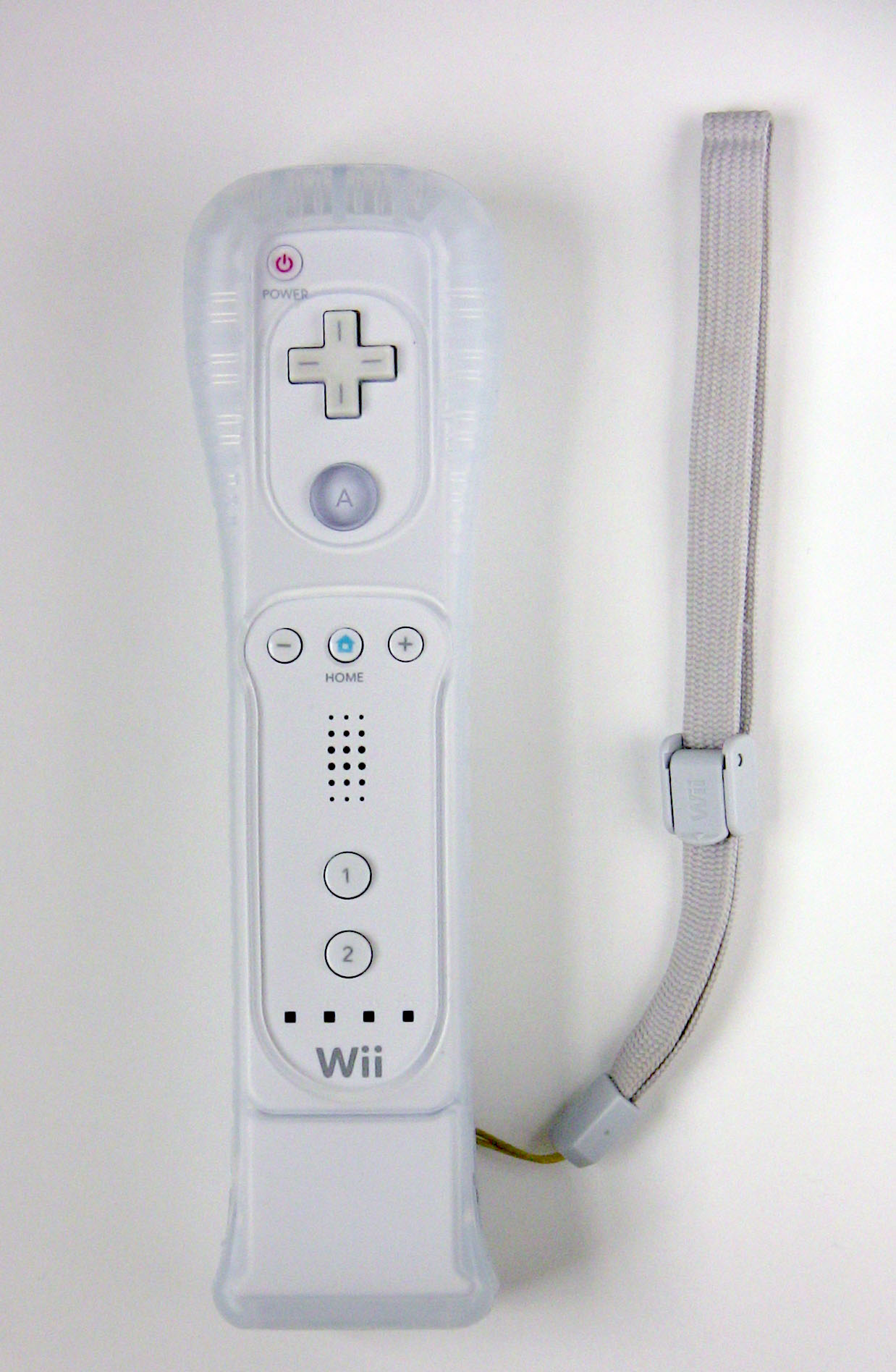
Wii Motion Plus anexado ao Wii Remote com a capa protetora Wii Remote Jacket.

O Wii Motion Plus foi revelado ao público pela Nintendo durante a E3 de 2008. Mas o acessório só viria a ser lançado em junho de 2009.
Em novembro de 2010 no Japão a empresa prometeu lançar uma nova versão do Wiimote com o acessório Wii MotionPlus já embutida (sem data prevista para lançamento americano). O Wiimote manterá seu tamanho original.

## Tecnologia e Recursos
O dispositivo incorpora um duplo eixo giroscópio diapasão, e um eixo único giroscópio que pode determinar o movimento de rotação. A informação capturada pelo sensor de velocidade angular pode ser usado para distinguir o movimento linear verdadeiro a partir das leituras do acelerômetro. Isso permite a captura de movimentos mais complexos do que seria possível com o Wii Remote sozinho.
O Wii MotionPlus possui uma passagem de conector para Extensão Externa, permitindo que outras expansões, como o Nunchuk ou Classic Controller sejam usados simultaneamente com o dispositivo. Cada Wii MotionPlus inclui uma versão mais longa do Wii Remote Jacket para acomodar o comprimento acrescentado.
O dispositivo é utilizado apenas por jogos que foram desenvolvidos especificamente para usar sua funcionalidade. Pode permanecer ligado ao Controle Wiimote em jogos que o não suportam sem causar nenhum problema, mas não vai melhorar a jogabilidade. O dispositivo deve ser retirado para se utilizar de outros periféricos, como o Wii Wheel, Wii Zapper ou a guitarra do jogo Guitar Hero.

## Wii Remote Plus

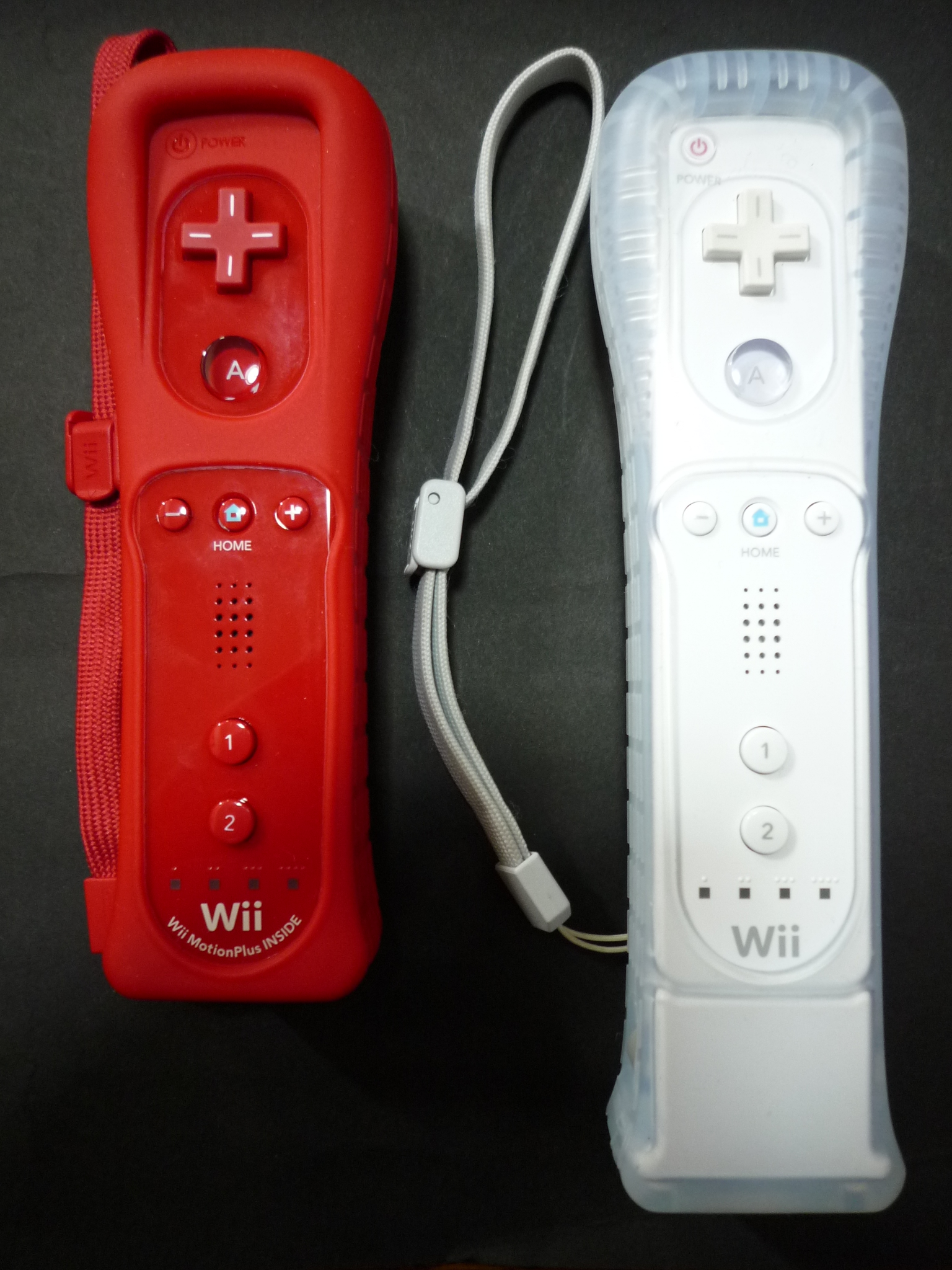
Wii Remote Plus Vermelho e Wii Motion Plus acoplado ao Wii Remote Convencional

Em setembro de 2010, circulavam rumores de um Wii Remote com Wii MotionPlus interno, após vazarem fotos da arte da caixa do jogo intitulado FlingSmash. A empresa japonesa negou qualquer comentário no início, mas depois anunciou o dispositivo em 29 de setembro de 2010 (juntamente com o preço e detalhes de data da Nintendo 3DS) foram confirmadas que se tratava sim de Wii Remote com MotionPlus embutido, que permite aos jogadores usar periféricos como o Wii Zapper ou Wii Wheel sem ter que remover o Wii MotionPlus do Wii Remote. A Nintendo anunciou mais tarde que o controle remoto seria lançado na Austrália em 28 de outubro, antes das outras regiões importantes, e estará disponível em branco, preto, azul e rosa. Foi lançado na Europa em 05 de novembro de 2010 e uma semana depois no Japão em 11 de novembro. Também foi lançado na América do Norte em 7 de novembro como um item separado, e também como parte de um pacote na compra de um console Wii.